# Bonagota
Bonagota là một chi bướm đêm thuộc họ Tortricidae.

## Các loài
- Bonagota arizonae  Razowski & Becker, 2000
- Bonagota bogotana  Walker, 1863
- Bonagota chiapasana  Razowski & Becker, 2000
- Bonagota costaricana  Razowski & Becker, 2000
- Bonagota dominicana  Razowski, 1999
- Bonagota melanecta  Meyrick, 1917
- Bonagota mexicana  Razowski & Becker, 2000
- Bonagota moronaecola  Razowski & Wojtusiak, 2006
- Bonagota piosana  Razowski & Wojtusiak, 2006
- Bonagota salubricola  Meyrick, 1931